# Milchweißer Mannsschild
Der Milchweißer Mannsschild (Androsace lactea), auch als Milch-Mannsschild bezeichnet, ist eine Pflanzenart aus der Gattung Mannsschild (Androsace) innerhalb der Familie der Primelgewächse (Primulaceae). Sie gedeiht in europäischen Gebirgen.

## Beschreibung

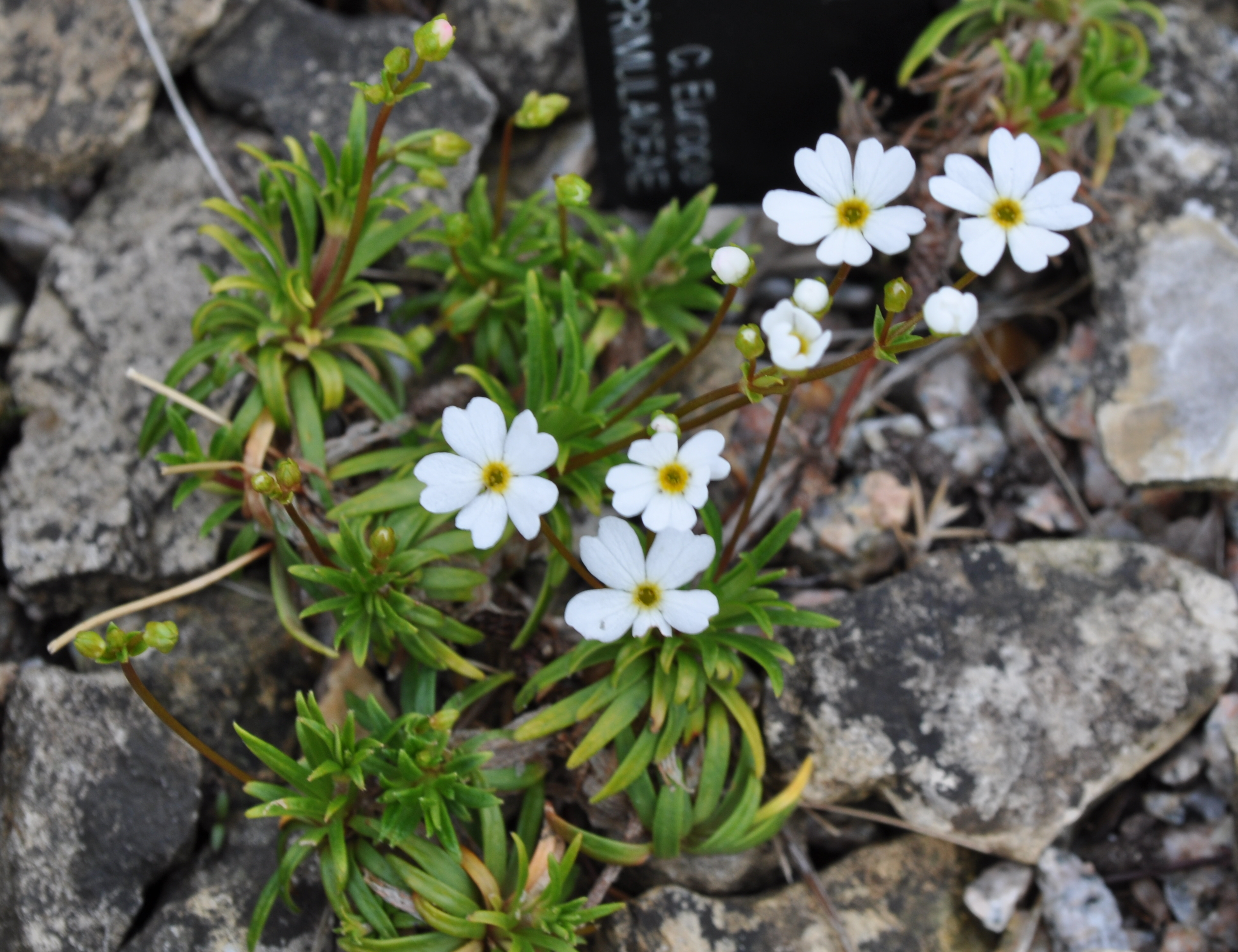
Habitus und Blütenstand mit fünfzähligen Blüten

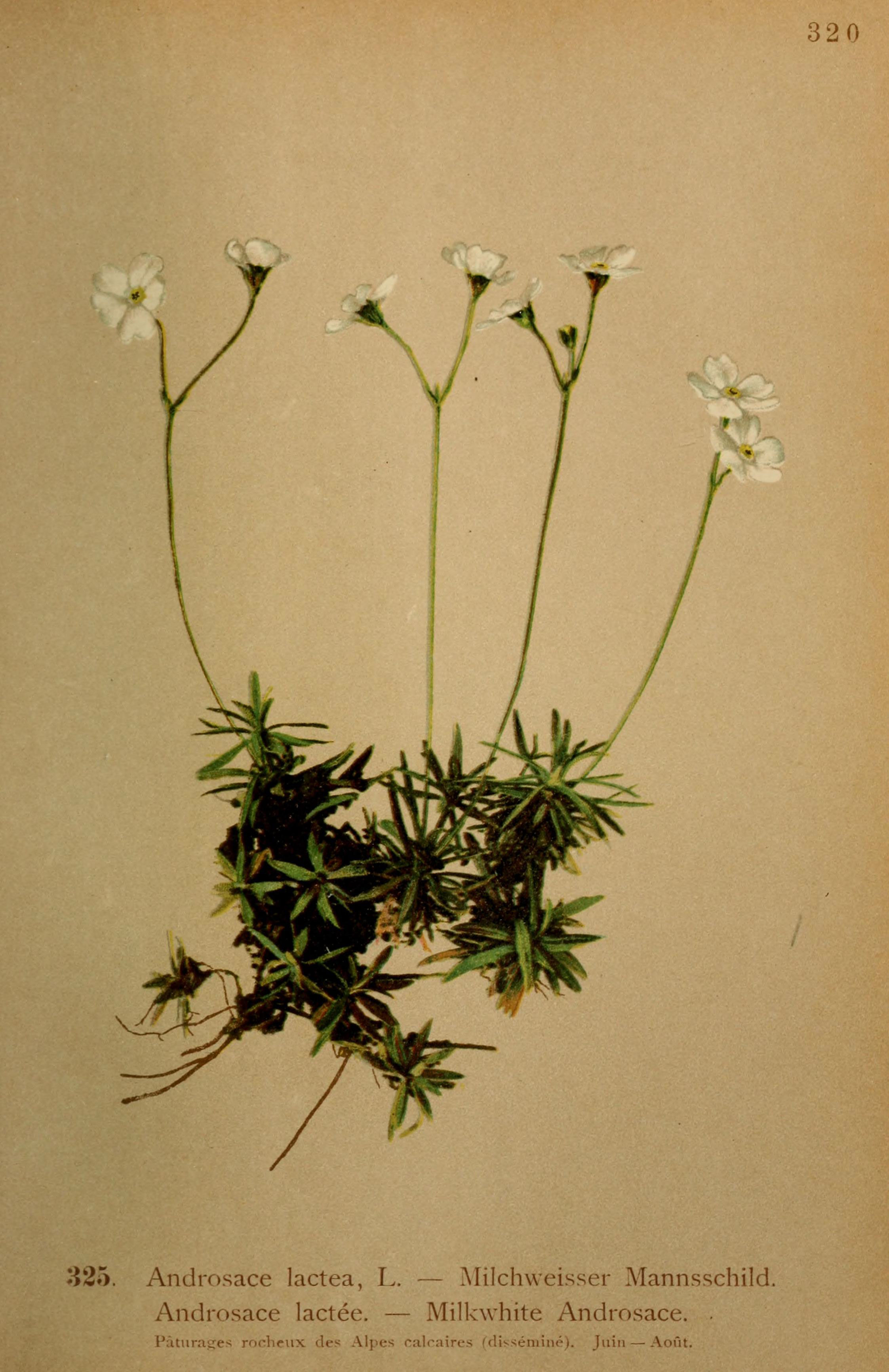
Illustration aus Atlas de la flora alpine, Tafel 325

### Vegetative Merkmale
Der Milchweißer Mannsschild wächst als ausdauernde krautige Pflanze und erreicht Wuchshöhen von 3 bis meist 5 bis 15 Zentimetern. Mehrere Blattrosetten stehen locker rasig zusammen. Es werden mit einer Länge von bis zu 3 Zentimetern relativ kurze Ausläufer gebildet. Die oberirdischen Pflanzenteile sind mehr oder weniger kahl, nur an den Rändern meist nur Laubblattspitzen einige Trichome („Wimpern“).
Die Laubblätter sitzen in lockeren bis dichten Rosetten, die jüngeren sind abstehend, die älteren zurückgebogen. Die einfachen, ganzrandigen Blattspreiten sind bei einer Länge von meist 10 bis 25 (8 bis 30)Millimetern sowie einer Breite von 0,5 bis 2 Millimetern linealisch oder linealisch-lanzettlich.

### Generative Merkmale
Die Blütezeit reicht von Mai bis Juli, in Deutschland und in der Schweiz von Juni bis Juli. Je Pflanzenexemplar werden ein bis vier Blütenstände in den Achseln der obersten Laubblätter gebildet. Der kahle Blütenstandsschaft ist mit einer Länge von 2 bis meist 3 bis 15 Zentimetern relativ lang. Der doldige Blütenstand enthält nur ein bis sechs (meist drei oder vier) ungleich lang gestielte Blüten. Der kahle Blütenstiel ist mit einer Länge von meist etwa 4, selten bis zu 6 Zentimetern zwei- bis zehnmal länger als das Tragblatt. Die Tragblätter sind bei einer Länge von 3 bis 4 Millimetern, linealisch-lanzettlich, lanzettlich oder pfriemlich und viel kürzer als die Blütenstiele; sie sind kahl oder spärlich behaart.
Die zwittrige Blüte ist radiärsymmetrisch und fünfzählig mit doppelter Blütenhülle. Die fünf selten 3 bis meist 4 bis 5 Millimeter langen, kahlen Kelchblätter sind auf zwei Drittel ihrer Länge glockenförmig verwachsen mit fünf dreieckigen, spitzen Kelchzipfeln und breiten Buchten. Die weiße Krone weist einen Durchmesser von bis zu 12 Millimetern auf. Der gelbe Schlund der Krone ist verengt und weist einen Durchmesser von etwa 10 Millimetern, er wird durch einen Ring aus Schuppen abgeschlossen. Die fünf Kronzipfel sind bei einer Länge von etwa 4 Millimetern verkehrt-herzförmig mit deutlich ausgerandetem oberen Ende. Es ist nur der innere Kreis mit fünf Staubblättern vorhanden. Die Staubfäden sind sehr kurz. Der oberständige Fruchtknoten ist einkammerig. Der Griffel ist einfach.
Die Kapselfrucht ist bei einer Länge von 3 bis 4,5 Millimetern beinahe kugelig, sie ist etwa so lang wie der Kelch, öffnet sich bei Reife bis beinahe zu ihrer Basis und enthält meist vier bis fünf, selten bis zu zehn Samen. Die Samen weisen einen Durchmesser von 2 bis 3 Millimetern auf.

### Chromosomensatz
Die Chromosomengrundzahl beträgt x = 19; es liegt Tetraploidie mit einer Chromosomenzahl von 2n = 76 vor.

## Ökologie
Beim Milchweißen Mannsschild handelt es sich um einen mesomorphen Hemikryptophyten.
Blütenökologisch handelt es sich um Stieltellerblumen. Die Staubblätter und Narbe befinden sich im Inneren der Kronröhre. Es liegt Dichogamie vor; bei den homogamen Blüten sind die männlichen und weiblichen Blütenorgane gleichzeitig fertil. Es liegt Homostylie vor. Meist erfolgt spontane Selbstbestäubung innerhalb einer Blüte. Es ist nur wenig Nektar vorhanden, es kann zu Pollenübertragung durch Insekten kommen. Es liegt Selbstkompatibilität vor: Selbstbefruchtung führt erfolgreich zum Samenansatz.
Diasporen sind die Samen. Die Ausbreitung der Diasporen erfolgt durch den Wind (Anemochorie).

## Vorkommen und Gefährdung
Der Milchweiße Mannsschild kommt in europäischen Gebirgen vor. Es gibt Fundortangaben für Deutschland, Österreich, Liechtenstein, die Schweiz, Italien, Monaco, Frankreich, Spanien, Polen, die Slowakei, Slowenien, Serbien, Kroatien, Montenegro und Rumänien. Die Fundstellen außerhalb der Alpen sind als Reliktstandorte der Eiszeit anzusehen. Der Milchweiße Mannsschild kommt in Österreich zerstreut in den Bundesländern Nieder-, Oberösterreich, Steiermark, Kärnten, Tirol und Salzburg vor. In Deutschland ist der Milchweiße Mannsschild sehr selten und kommt nur im südlichen Bayern und auf der Schwäbischen Alb vor. Der Milchweiße Mannsschild gilt laut der Roten Liste gefährdeter Pflanzen Deutschlands nach Metzing et al. 2018 als „gefährdet“ (Kategorie 3), dies ist gegenüber 1998 gleichbleibend. Wildbestände des Milchweißen Mannsschild sind in Deutschland nach Bundesnaturschutzgesetz = BNatSchG seit 31. August 1980 „besonders geschützt“.
Der Arealtyp nach Erich Oberdorfer ist alpin bis präalpin und nach Meusel liegt Arealzentrum submediterranen-temperaten Florengebiet.
Diese kalkstete Pflanzenart wächst an Felsen und in steinigen Rasen. Sie gedeiht von der subalpinen bis alpinen Höhenstufe. Im Mittleren Schweizer Jura kommt er selten vor, im Schwäbischen Jura vereinzelt, ebenso in den westlichen Ketten der Südlichen und der Nördlichen Kalkalpen; in den Ostketten der Kalkalpen ist er selten, im dortigen östlichen Teil zerstreut. Er gedeiht in Mitteleuropa in Höhenlagen von 600 bis 2000 Metern. In der Steiermark erreicht er Höhenlagen von 2100 Metern, in der Stockhornkette im Berner Oberland eine Höhenlage von 2150 Metern.
Der Milchweiße Mannsschild gedeiht in Mitteleuropa meist auf kalkreichen Untergrund. Er besiedelt in Mitteleuropa Felsspalten und Felsbänder, seltener auch sehr felsige, steile Rasen. Er ist eine Charakterart der Ordnung Potentilletalia caulescentis und kommt vor allem in Pflanzengesellschaften des Cystopteridion fragilis- oder des Seslerion albicantis-Verbands vor. Er ist Kennart der Ordnung Potentilletalia caulescentis.
Die ökologischen Zeigerwerte nach Ellenberg sind in Mitteleuropa: Lichtzahl 8 = Halblicht- bis Volllichtpflanze, Temperaturzahl 3 = Kühlezeiger, Kontinentalitätszahl 4 = gemäßigtes Seeklima zeigend, Feuchtezahl 4 = Trockenheits- bis Frischezeiger, Feuchtewechsel = keinen Wechsel der Feuchte zeigend, Reaktionszahl 9 = Basen-/Kalkzeiger, Stickstoffzahl 3 = Stickstoffarmut anzeigend, Salzzahl 0 = nicht salzertragend, Schwermetallresistenz = nicht schwermetallresistent.
Die ökologischen Zeigerwerte nach Landolt et al. 2010 sind in der Schweiz: Feuchtezahl F = 3 (mäßig feucht), Lichtzahl L = 4 (hell), Reaktionszahl R = 5 (basisch), Temperaturzahl T = 2+ (unter-subalpin und ober-montan), Nährstoffzahl N = 2 (nährstoffarm), Kontinentalitätszahl K = 2 (subozeanisch).

## Taxonomie
Die Erstveröffentlichung von Androsace lactea erfolgte 1753 durch Carl von Linné in Species Plantarum, S. 142.